# 松岡孝明
松岡 孝明（まつおか たかあき、8月15日 - ）は、日本の男性声優。茨城県大洗町出身。
2020年8月末までスリートゥリーに所属していた。

## 出演

### 劇場アニメ
- 黒の栖-クロノス-

### 吹き替え
- アンデッド刑事　野獣捜査線（フラッシュ、上司）
- ゲート・オブ・キングダム　王の帰還（ガート）
- ゴースト・ブライド（教授）
- Xibalba シバルバ/エイリアン・オブ・マヤ（ダイバー）
- ジュラシック・サバイブ（マービン・ハリス）
- スティール・サンダー（エリス・ライアン）
- セントラル・インテリジェンス（ジャレット）
- 溺殺魔 セバスチャン・ドナー（ドクター）
- HUNT/餌（警官）
- ファンタズムIII（ジョディ）
- ファンタズムVジョディ（ジョディ）

### ゲーム
- ウィニングイレブン
- 日本各国や世界各国の方言音声を楽しむアプリ（茨城弁）
- ファイトリーグ（プラスター・ウォールマン）

### ドラマCD
- 新・日本昔話
  - 「白色のカラス」
  - 「カギなし動物園」
- トリニティセブン 「7人の魔書使い」
- むか~し、昔話シリーズ vol.01 「嘘つき狼と赤ずきん」 （ヘンゼルとグレーテルの父親）

### 舞台
- 演劇部。コングラッチェ!!
  - 〜朗読劇編〜
  - 「森田哲平の今夜も笑ってナイト！」
- ことだま屋本舗☆リーディング部 ブクロ支店2
  - 「薄暗く 人の見てない片隅で」（望遠鏡さん）
  - 「健康診断ロボ ケンシン君」 （遠藤、那須本）
  - 「煩悩戦隊 ワガママン」 （ワガママン ブルー、寿怪人メトラセーノ）
  - 「夢を見るアリ」（蟻山）
- 藤川流 「座頭市」

### その他
- 浅草！紙芝居部。
  - Vol.17
  - Vol.18〜リバイバル〜
  - Vol.19
- 麗しの宝石物語 ボイスオーバー